# Phreatia oreophylax
Phreatia oreophylax är en orkidéart som beskrevs av Heinrich Gustav Reichenbach. Phreatia oreophylax ingår i släktet Phreatia och familjen orkidéer. Inga underarter finns listade i Catalogue of Life.